# Plectrophenax hyperboreus
Plectrophenax hyperboreus là một loài chim trong họ Calcariidae.